# Nicolas Fiva
Nicolas Fiva (* ca. 15. August 1609 in Freiburg im Üechtland; † 1640 in Hangzhou, China) war ein Schweizer Mathematiker und der erste Schweizer Jesuit im Fernen Osten.
1628 trat er in Landsberg am Lech in den Jesuitenorden ein und empfing 1635 in Lissabon die Priesterweihe. Von dort begann er seine Reise an den Chinesischen Kaiserhof nach Peking, während der er 1636 in Goa, 1637 in Macau und 1638 in Nanjing selbst Priester weihte.